# 波蘭裔海地人

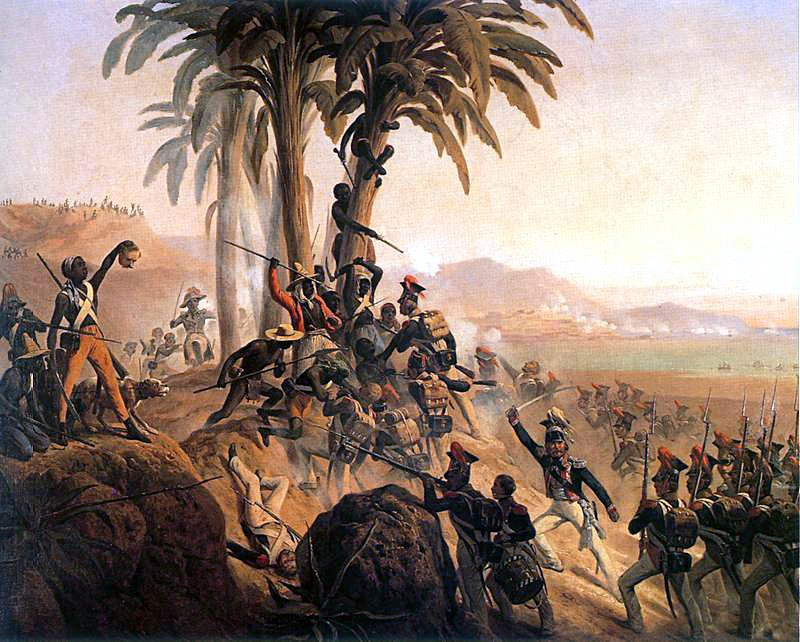
波蘭裔海地人

波蘭裔海地人，是指祖先是波蘭人而有海地公民櫂的居民。他們通常生活在距離首都太子港45公里的加薩拉。這名稱據信來自波蘭姓氏Zalewski和家的海地克里奧爾語稱呼。

## 歷史
波蘭人來到海地最早是在1802年，當時拿破崙派出一隊波蘭人軍隊鎮壓法属圣多明戈的黑奴叛亂，但他們拒絕執行任務，所以在让-雅克·德萨林屠殺法國人時放過他們。他們也沒再返回波蘭，留在海地成為穆拉托人的族源之一。他們中有些人有金髮大眼的特徵。

## 杜瓦利埃時期
在弗朗索瓦·杜瓦利埃時期，加薩拉成為共產主義和許多青年知識分子強烈的呼聲的交界處，1969年3月29日，海地的政府民兵國家安全志願軍包圍加薩拉設置一個路障，並殺害許多年輕人。
1983年，教宗若望保祿二世訪問海地。他提到了波蘭人如何促成奴隸叛亂並導致海地的獨立。